# 0964
0964 è il prefisso telefonico del distretto di Locri, appartenente al compartimento di Catanzaro.
Il distretto comprende la parte orientale della provincia di Reggio Calabria. Confina con i distretti di Reggio Calabria (0965) e di Palmi (0966) a ovest, di Vibo Valentia (0963) a nord-ovest e di Soverato (0967) a nord.

## Aree locali e comuni
Il distretto di Locri comprende 41 comuni inclusi nelle 3 aree locali di Bianco (ex settori di Bianco, Bovalino e Platì), Gioiosa Ionica (ex settori di Gioiosa Ionica, Riace e Roccella Ionica) e Locri. I comuni compresi nel distretto sono: Africo, Agnana Calabra, Antonimina, Ardore, Benestare, Bianco, Bivongi, Bovalino, Brancaleone, Bruzzano Zeffirio, Camini, Canolo, Caraffa del Bianco, Careri, Casignana, Caulonia, Ciminà, Ferruzzano, Gerace, Gioiosa Ionica, Grotteria, Locri, Mammola, Marina di Gioiosa Ionica, Martone, Monasterace, Pazzano, Placanica, Platì, Portigliola, Riace, Roccella Ionica, Samo, San Giovanni di Gerace, San Luca, Sant'Agata del Bianco, Sant'Ilario dello Ionio, Siderno, Staiti, Stignano e Stilo .